# 城井長房
城井 長房（きい ながふさ）は、戦国時代から安土桃山時代にかけての武将。豊前国の戦国大名。城井氏15代当主。城井谷城主。「長」は大友義長からの偏諱か。

## 生涯
豊前に本拠がありながら自身はその政務をほとんど行なわず、本家筋の下野宇都宮氏の内情に常に介入していたという。芳賀高経の反抗を食い止めたり、幼少の宇都宮広綱の家督を相続させることができたのは、長房の仲介によるものだという。城井氏自身の領国については子の鎮房が政務をとった。
永禄2年（1559年）には鎮房を伴い上洛。足利義輝に拝謁している。
豊臣秀吉の天下統一に際し伊予国に加増転封を命ぜられたが、父祖伝来の豊前における所領に固執して朱印状を返上し、秀吉の怒りを買う。赴任してきた新領主の黒田氏に反旗を翻し、地の利を生かして善戦するが、結果的に和議に応じる。
しかしながら天正16年（1588年）、将来的な禍根を絶とうとする黒田孝高と長政父子の策謀によって息子の鎮房が殺害され、長房もその後居城に攻め寄せた黒田軍のため一族と共に殺された。享年83。